# Nikołaj Michajłow (polityk)
Nikołaj Aleksandrowicz Michajłow (ros. Николай Александрович Михайлов; ur. 27 wrz.?/10 października 1906 w Moskwie, zm. 25 maja 1982 tamże) – radziecki działacz partyjny i państwowy, minister kultury ZSRR (1955–1960).
Miał wykształcenie niepełne wyższe, od 1924 pracował w fabryce "Sierp i mołot". 1930 wstąpił do WKP(b). Od 1931 dziennikarz i pracownik redakcji, od 1937 redaktor odpowiedzialny gazety "Komsomolska Prawda". 23 XI 1938 – 30 X 1952 I sekretarz KC Komsomołu ZSRR, równocześnie 22 III 1939 – 5 X 1952 członek Biura Organizacyjnego KC WKP(b). Od 16 X 1952 do 6 III 1953 członek Prezydium KC KPZR, równocześnie kierownik Wydziału Propagandy i Agitacji KC KPZR i sekretarz KC KPZR (do 14 III 1953). 10 III 1953 – 25 III 1954 I sekretarz Obwodowego Komitetu KPZR w Moskwie, 28 III 1954 – 8 V 1955 nadzwyczajny i pełnomocny poseł ZSRR w Polsce. Od 21 III 1955 do 4 V 1960 minister kultury ZSRR, później poseł ZSRR w Indonezji. W 1965–1970 przewodniczący Komitetu ds. Druku przy Radzie Ministrów ZSRR. Deputowany do Rady Najwyższej ZSRR od 2 do 5 i 7 kadencji. 1939–1971 członek KC WKP(b)/KPZR.
Odznaczony trzema Orderami Lenina (m.in. 10 października 1956), Orderem Wojny Ojczyźnianej I klasy i medalami.